# Великоселецька волость
Великоселецька волость — історична адміністративно-територіальна одиниця Лубенського повіту Полтавської губернії з центром у селі Великоселецьке.
Станом на 1885 рік складалася з 20 поселень, 15 сільських громад. Населення — 7618 осіб (3695 чоловічої статі та 3923 — жіночої), 1500 дворових господарств.
|                     | Площа, десятин | У тому числі орної, дес. |
| ------------------- | -------------- | ------------------------ |
| Сільських громад    | 10425          | 8607                     |
| Приватної власності | 4512           | 2267                     |
| Іншої власності     | 176            | 151                      |
| Загалом             | 15113          | 11025                    |

Основні поселення волості:
- Великоселецьке — колишнє державне та власницьке село при річці Сула за 35 версти від повітового міста, 1400 осіб, 306 дворових господарств, православна церква, школа, постоялий будинок, 22 вітряних млини.
- Лукім'я — колишнє державне та власницьке містечко при річці Сула, 740 осіб, 287 дворових господарств, 2 православні церкви, 2 постоялих будинки, лавка, базари, 12 вітряних млинів, 3 ярмарки на рік.
- Малоселецьке — колишнє державне село при річці Сула, 610 осіб, 156 дворових господарств, православна церква, постоялий будинок, 12 вітряних млинів.
- Мацкова Лучка — колишнє державне село при річці Сула, 495 осіб, 67 дворових господарств, 2 водяних млини, цегельний завод.
- Мацківці — колишнє державне село при річці Сула, 1024 особи, 267 дворових господарств, православна церква, постоялий будинок, 12 вітряних млинів, маслобійний завод.
- Онучики (нині Онішки) — колишнє державне та власницьке село при річці Оржиця, 1070 осіб, 168 дворових господарств, православна церква, школа, постоялий будинок, 12 вітряних млинів.
- Чирківка (нині зах. частина с. Лукім'я) — колишнє державне село при річці Сула, 660 осіб, 120 дворових господарств, православна церква, 10 вітряних млинів.

Старшинами волості були:
- 1900—1907 роках козак Іван Степанович Вакуленко[2],[3],[4],[5],[6];
- 1913 року Григорій Титович Симоненко[7];
- 1915—1916 роках Сергій Гаврилович Донець[8],[9].